# LIVE FILMS FURUSATO
『LIVE FILMS FURUSATO』　（ライブ　フィルムス フルサト）は、ゆずのライブビデオ。2010年7月14日にトイズファクトリーより発売。アルバム「ゆずの素」と同時発売。

## 概要
- 2010年に横浜アリーナで行われた追加公演を収録。収録時間 約140分。
- 初回購入特典は、ツアースタッフパスのレプリカ付き。

## 収録曲
disc1
1. 桜木町
2. シシカバブー
3. アゲイン2
4. スーパーマン
5. 二つの言葉
6. レストラン
7. 健太郎のお姉ちゃん
8. タイムマシーンメドレー（part1999）

始まりの場所
センチメンタル
始発列車
サヨナラバス
傍観者
灰皿の上から
いつか
友達の唄
1. 栄光の架橋
2. ゼンマイ

disc2
1. はるか
2. Yesterday and Tomorrow
3. マイライフ
4. いちご
5. 夏色
6. 嗚呼、青春の日々
7. 逢いたい
8. 虹
9. 桜会
10. みらい

## 特典映像
1. Re:スタート＠さいたまスーパーアリーナ
2. タイムマシーンメドレー（part1998）
3. 「夏色」ソレソレ全国版
4. FURUSATO PHOTO